# 926
Cette page concerne l'année 926  du calendrier julien.
L'année 926 est une année commune qui commence un dimanche.

## Événements
- 6 septembre[1] : l'empereur Liao Abaoji meurt au cours d’une offensive contre l’empire toungouse des Bohai. À la suite de cette campagne, les tribus jurchen des forêts de l’Oussouri, apparentées aux Mandchous, se soumettent aux Khitans qui étendent alors leur empire la Mandchourie et le Nord de la Corée. La veuve d’Abaoji accède au pouvoir. Elle favorise l’élection par les nobles de son fils puîné, Yelü Deguang (fin de règne en 947). Souveraine rusée et cruelle, elle condamne à mort ses adversaires en leur disant qu’elle les envoie en ambassade chez son mari défunt[2].

### Europe
- Janvier[3] : défaite du roi Raoul face aux Normands à Fauquembergues. Helgaud de Montreuil est tué et Raoul grièvement blessé, n'est pas fait prisonnier grâce à l'assistance d'Herbert II de Vermandois. Il est contraint de regagner Laon. La défection du duc Guillaume II d'Aquitaine l'oblige à transiger[4]. C'est le dernier grand tribut versé aux Vikings en Francie occidentale.
  - Après son rétablissement, Raoul, accompagné d'Herbert de Vermandois, marche sur Nevers défendue par le frère du duc d'Aquitaine Acfred ; il se borne à recevoir des otages puis passe la Loire contre Guillaume d'Aquitaine[4] ; l'expédition échoue[5].

- 17 février : l'évêque de Soissons Abbon, envoyé en ambassade à Rome obtient du pape Jean X la confirmation la nomination comme archevêque de Reims du fils d'Herbert II de Vermandois âgé de 5 ans, Hugues[4].
- Mars : le comte de Poitiers Ebles Manzer tient des assises à Colombiers près de Châtellerault[6] ; un château est mentionné[7].
- 2 avril (Pâques) : vers Pâques, les Hongrois traversent le Rhin et ravagent le pays de Voncq[8] (Ardennes)  jusqu’à Attigny[2].
- 29 avril : Bouchard II de Souabe est tué devant Novare. Son beau-fils Rodolphe II de Bourgogne quitte l'Italie[9].

- 9 juillet : Hugues d'Arles est couronné roi d'Italie à Pavie par l'archevêque de Milan Lambert avec l'appui de Guy de Toscane[9]. Boson succède à son frère Hugues comme comte d'Arles. La Provence, éloignée des centres politiques de France et de Germanie, se rend pratiquement indépendante[10].

- 11 novembre[11] : diète de Worms.

- 16 décembre : mort du duc Guillaume II d'Aquitaine. Son frère Acfred continue la lutte contre Raoul de Bourgogne[5].

- Mort du comte Roger de Laon à la fin de l'année ; Herbert II de Vermandois demande au roi Raoul de France la ville pour un de ses enfants, bien que le défunt eût laissé un fils. Raoul refuse et invertit Roger, le fils du défunt. Les deux hommes se brouillent[12].
- Campagnes d'Henri l'Oiseleur contre les Slaves (926-934). La Bohême passe sous la tutelle des Francs et des ducs de Saxe[13].
- Raid hongrois en Haute-Italie, qui ravage la Toscane et menace Rome[14].
- Testament de Bernon : Odon devient abbé de Cluny, de Massay et Déols (926-942)[15].